# 索尼娅·韦奇托莫夫
索尼娅·韦奇托莫夫（Sonja Vectomov，1979年5月21日—）是一名捷克－芬兰籍电子音乐家、作曲家，有古典音乐家庭背景。韦奇托莫夫嫁给了美国作家和指挥家大卫·伍达德。她的父母是弗拉迪米尔·韦奇托莫夫和索尼娅·韦奇托莫夫。

## 教育经历
韦奇托莫夫于2000年初期就读于诺威奇艺术大学，她于2005年获得荣誉学士学位。

## 事业生涯
韦奇托莫夫的最初音乐事业于1980年代，她在芬兰期间开始。当时她使用家用录音器来录制具体音乐，花了四年的时间在卡里·阿拉-珀莱宁的指导下跟随儿童合唱团沃诗欧蕾亚巡回演出，参与了中芬兰音乐学院的才华儿童课程。她的父亲弗拉迪米尔·韦奇托莫夫在该学院教导古典音乐。她的曾祖父伊凡·韦奇托莫夫也是一名作曲家，在捷克爱乐乐团担任了22年的大提琴手，她的伯父是大提琴家萨沙·韦奇托莫夫。
1990年代中期，韦奇托莫夫迁居到布拉格担任布拉格学生管弦乐队的第一小提琴手，米尔科·什坎帕是当时的乐队指挥。同时她也跟踪电子音乐在芬兰及英格兰的发展情况。
身为一名独奏艺术家，韦奇托莫夫的演唱会常常具有独特的舞台布景，例如将舞台转变成沙龙。

### 兰普伦菲尼亚
韦奇托莫夫的首张专辑的名字是她结合了新拉丁语／希腊语中兰普伦（lampron，也带有“明亮”的意思）和菲尼亚（phrenia，也带有“意识”的意思）而创作而出的新词。该专辑的特色是带有声乐的电子乐曲，以及被广泛认为“充满了意想不到的曲折”。
第一首单曲“二合一”的音乐视频由米卡·强生指导及芭蕾舞女演员娅娜·安德索娃主演，叙述了死與變容的故事。

## 其他
与她的父母一样，韦奇托莫夫是一名教育家。她为捷克库特纳霍拉高危青年和处境不佳的罗姆人设计及教导音乐课程。韦奇托莫夫在安德乐亚·古科娃于2016年推出的记录短片心中（H*art On）客串演出，该片是关于20世纪初期作家米拉达·思科欧娃和她的画家丈夫姿德讷克·莱克的故事。

### 引用
1. ↑  M·彭卡，《索尼娅·韦奇托莫夫新发布的专辑》 （页面存档备份，存于），2016年九月26日。
2. 1 2  《平淡的记录，索尼娅·韦奇托莫夫自述》 （页面存档备份，存于），2016。
3. ↑  《大师指南，诺威奇艺术大学》 （页面存档备份，存于）。
4. ↑  K·福杜拉诺瓦，《索尼娅·韦奇托莫夫采访，又名“绝不停下”》 （页面存档备份，存于），黑光，2015年一月13日。
5. ↑  P·斯佩思步斯，《索尼娅·韦奇托莫夫的兰普伦菲尼亚专辑首次亮相》，于2017年二月15日存档于威巴克机器，斯佩思步斯，2016年十月四日。
6. ↑  K·皮拉拉，《于韦斯屈莱夏天，艺术再一次出现在街上》，中芬兰人，2017年六月22日。
7. ↑  H·拉绨，《索尼娅·韦奇托莫夫用她发明的歌词为专辑命名》 （页面存档备份，存于），芬兰城市媒体，2016年十月10日。
8. ↑  T·佛兰塔，《首播：索尼娅·韦奇托莫夫－兰普伦菲尼亚》 （页面存档备份，存于），改变回声，2016年九月23日。
9. ↑  T·佛兰塔，《改变回声：索尼娅·韦奇托莫夫－ 二合一》 （页面存档备份，存于），改变回声，2016年七月25日。
10. ↑  中波西米亚画廊（GASK），《关联艺术014/初级》 （页面存档备份，存于），2014年十二月12日。
11. ↑  V·皮诺，《图片：在GASK所发生的更多关联艺术行动》 （页面存档备份，存于），库特诺霍斯克，2014年七月1日。
12. ↑  HS杰特尼斯，《与艺术家谈话》 （页面存档备份，存于），现代时报，2016年十月28日（从挪威语翻译)。
13. ↑  纪录片研究所，H*art On（捷克共和国／法国），2016。

## 外部連結
- 索尼娅·韦奇托莫夫官方网站 （页面存档备份，存于）。
- 平淡的记录，索尼娅·韦奇托莫夫 （页面存档备份，存于）。
- 韦奇托莫夫，“二合一” （页面存档备份，存于） （YouTube），2016年，3：34分钟。